# 남풍 (영화)
《남풍》(南風, Riding The Breeze)은 하기우다 코지 감독의 2014년 코미디 영화이다. 일본, 타이완 합작 영화로 테레사 데일리 등이 주연으로 출연하였다.

## 출연

### 주연
- 테레사 데일리
- 쿠로카와 메이
- 카쿠 토모히로